# 京都府道205号中山向日線
京都府道205号中山向日線（きょうとふどう205ごう なかやまむこうせん）は、京都府京都市西京区から向日市に至る一般府道である。

## 概要
京都市西京区大枝中山町から向日市上植野町に至る。別名、福西東通（洛西ニュータウン内）。

### 路線データ
- 起点：京都市西京区大枝中山町（国道芋峠交差点、国道9号交点）
- 終点：向日市上植野町（一文橋交差点、京都府道・大阪府道67号西京高槻線・京都府道203号志水西向日停車場線上）

## 路線状況

### 別名
- 福西東通

### 重複区間
- 京都府道・大阪府道733号柚原向日線（京都市西京区大原野上里北ノ町・東山交差点 - 京都市西京区大原野上里南ノ町・大原野口交差点）
- 京都府道・大阪府道67号西京高槻線・京都府道203号志水西向日停車場線（向日市上植野町・上川原交差点 - 向日市上植野町・一文橋交差点（終点））

## 地理

### 通過する自治体
- 京都府
  - 京都市（西京区） - 向日市 - 長岡京市 - 向日市

### 交差する道路
| 交差する道路                                                                                          | 市町村名 | 市町村名 | 交差する場所     | 交差する場所          |
| --- | -------- | -------- | ---------------- | --------------------- |
| 国道9号 / 山陰道                                                                                      | 京都市   | 西京区   | 大枝中山町       | 国道芋峠交差点 / 起点 |
| 京都府道201号中山稲荷線                                                                               | 京都市   | 西京区   | 大枝東長町       |                       |
| 京都府道207号上久世石見上里線 京都府道・大阪府道733号柚原向日線 重複区間起点                          | 京都市   | 西京区   | 大原野上里北ノ町 | 東山交差点            |
| 京都府道・大阪府道733号柚原向日線 重複区間終点                                                        | 京都市   | 西京区   | 大原野上里南ノ町 | 大原野口交差点        |
| 京都府道208号向日善峰線 / 善峰道                                                                      | 長岡京市 | 長岡京市 | 滝ノ町2丁目      | 滝ノ町二丁目交差点    |
| 京都府道209号長法寺向日線 / 光明寺道                                                                  | 長岡京市 | 長岡京市 | 滝ノ町1丁目      | 滝ノ町一丁目交差点    |
| 京都府道・大阪府道67号西京高槻線 / 西国街道 重複区間起点 京都府道203号志水西向日停車場線 重複区間起点 | 向日市   | 向日市   | 上植野町         | 上川原交差点          |
| 京都府道・大阪府道67号西京高槻線 / 西国街道 重複区間終点 京都府道203号志水西向日停車場線 重複区間終点 | 向日市   | 向日市   | 上植野町         | 一文橋交差点 / 終点   |

### 交差する鉄道
- 阪急京都本線

### 沿線
- 京都経済短期大学
- 京都明徳高等学校
- 大枝稲荷神社
- 京都大枝北福西郵便局
- 京都信用金庫
  - 洛西支店
  - 滝ノ町支店
- 京都市立西陵中学校
- 京都市洛西竹林公園、竹の資料館
- 寺戸大塚古墳
- 向日市立第6向陽小学校
- 大塚原古墳
- 京都向日町競輪場
- 五社神社
- 向日町警察署
- 京都府乙訓総合庁舎
- 向日町郵便局